# Chrīstos Kefalos
Chrīstos Kefalos, conosciuto anche come Chris Kefalos (in greco  Χρήστος Κέφαλος?; Filadelfia, 12 agosto 1945 – 4 luglio 2022), è stato un cestista e allenatore di pallacanestro statunitense naturalizzato greco.

## Carriera
Con la Grecia ha disputato i Campionati europei del 1973.

## Palmarès
- Campionato greco: 6

Panathinaikos: 1970-71, 1971-72, 1972-73, 1973-74, 1974-75, 1976-77